# Fort Drum (El Fraile)

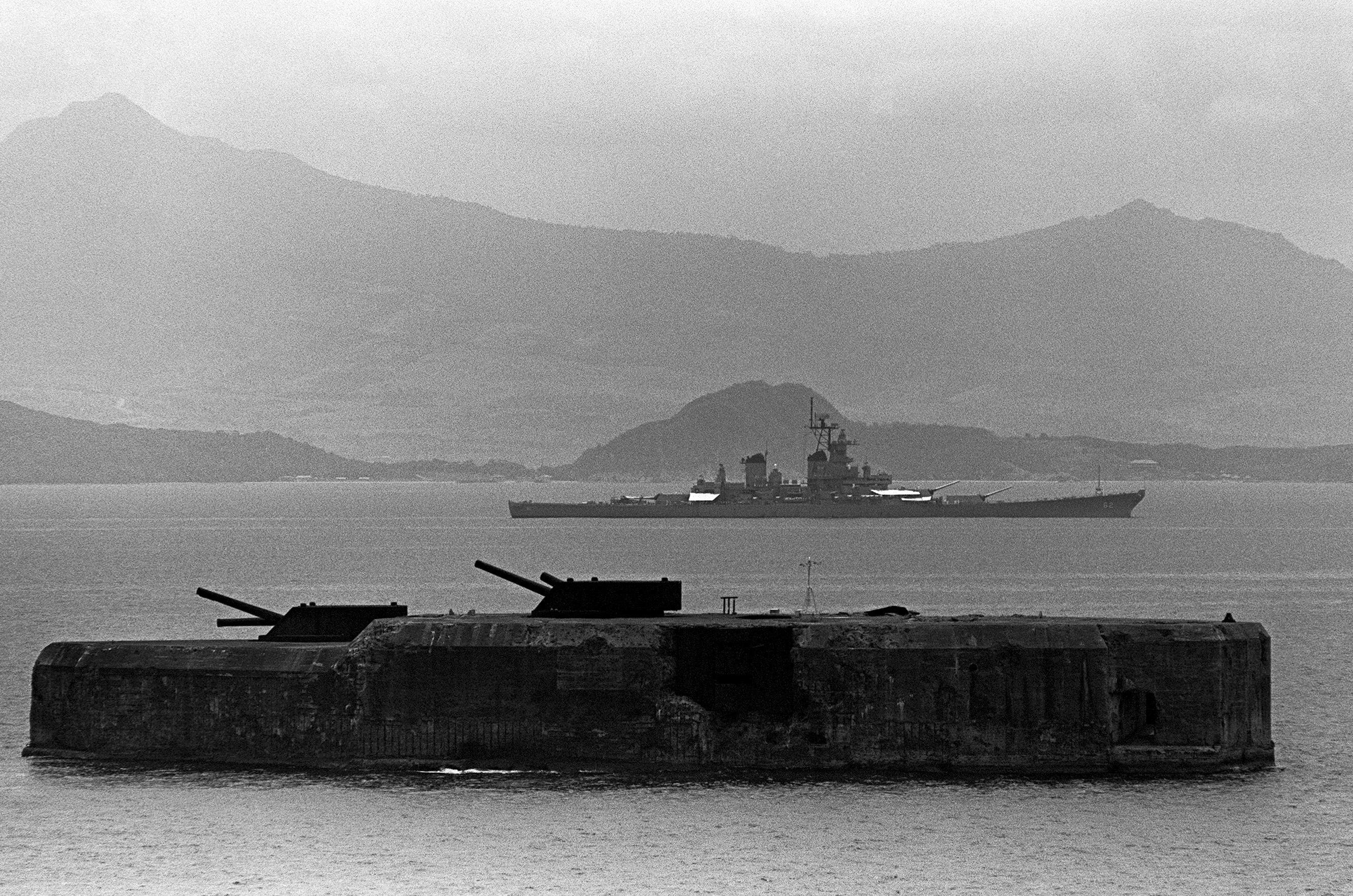
Fort Drum in 1983, met USS New Jersey op de achtergrond

Fort Drum (El Fraile), ook bekend als het betonnen slagschip (Engels: concrete battleship), is een door de Amerikanen gebouwd fort in de Filipijnen. Het fort sloot met drie andere forten, waarvan het forteiland Corregidor de grootste was, de toegang tot de baai van Manila af. Het werd gebouw tussen 1906 en 1916 en was vooral goed beschermd tegen aanvallen met oorlogsschepen, maar minder goed berekend op aanvallen met vliegtuigen. In 1942 werd het eiland ingenomen door het Japanse leger en in 1945 heroverden de Amerikanen het fort. Bij deze actie raakte het fort zo zwaar beschadigd dat het niet meer in gebruik is genomen. Fort Drum is vernoemd naar brigadegeneraal Richard C. Drum (1825-1909).

## Ontwerp
Na het einde van de Spaans-Amerikaanse Oorlog deed een Amerikaanse adviescommissie, onder leiding van William Howard Taft, de aanbeveling de havens in Amerika en overzeese gebiedsdelen, waaronder de Filipijnen, beter te beschermen door de bouw van forten bewapend met zwaar kaliber geschut. Het eiland El Fraile werd opgenomen in de beschermingslinie voor de havens van Manilla en Subicbaai. Verder werden er forten gebouwd op de eilanden Corregidor (Fort Mills), Caballo (Fort Hughes) en Carabao (Fort Frank).
Voor de bouw van Fort Drum werd het eiland geëgaliseerd. Wat overbleef werd het fundament voor een betonnen fort met zware bewapening. Het dak was van beton versterkt met ijzer met een dikte van 5,5 meter (18 voet). De wanden varieerden in dikte van 7,5 tot ruim 18 meter.
Aanvankelijk gingen de plannen uit van vier 12 inch kanonnen verdeeld over twee ronddraaiende geschutskoepels. Bij de uitvoering van de plannen werd het kaliber vergroot naar 14 inch, nog steeds verdeeld over twee gepantserde torens verdeeld over twee niveaus. De voorste toren stond lager en kon 230° draaien. De tweede toren stond bijna drie meter hoger en kon volledig ronddraaien. De kanonnen hadden een elevatie van 15° en een maximaal bereik van 19.200 yards. Verder waren er vier 6 inch kanonnen in twee kazematopstellingen aan beide zijden van het fort. Tegen vliegtuigen beschikte het fort over twee 3 inch luchtafweerkanonnen.

## Bouw

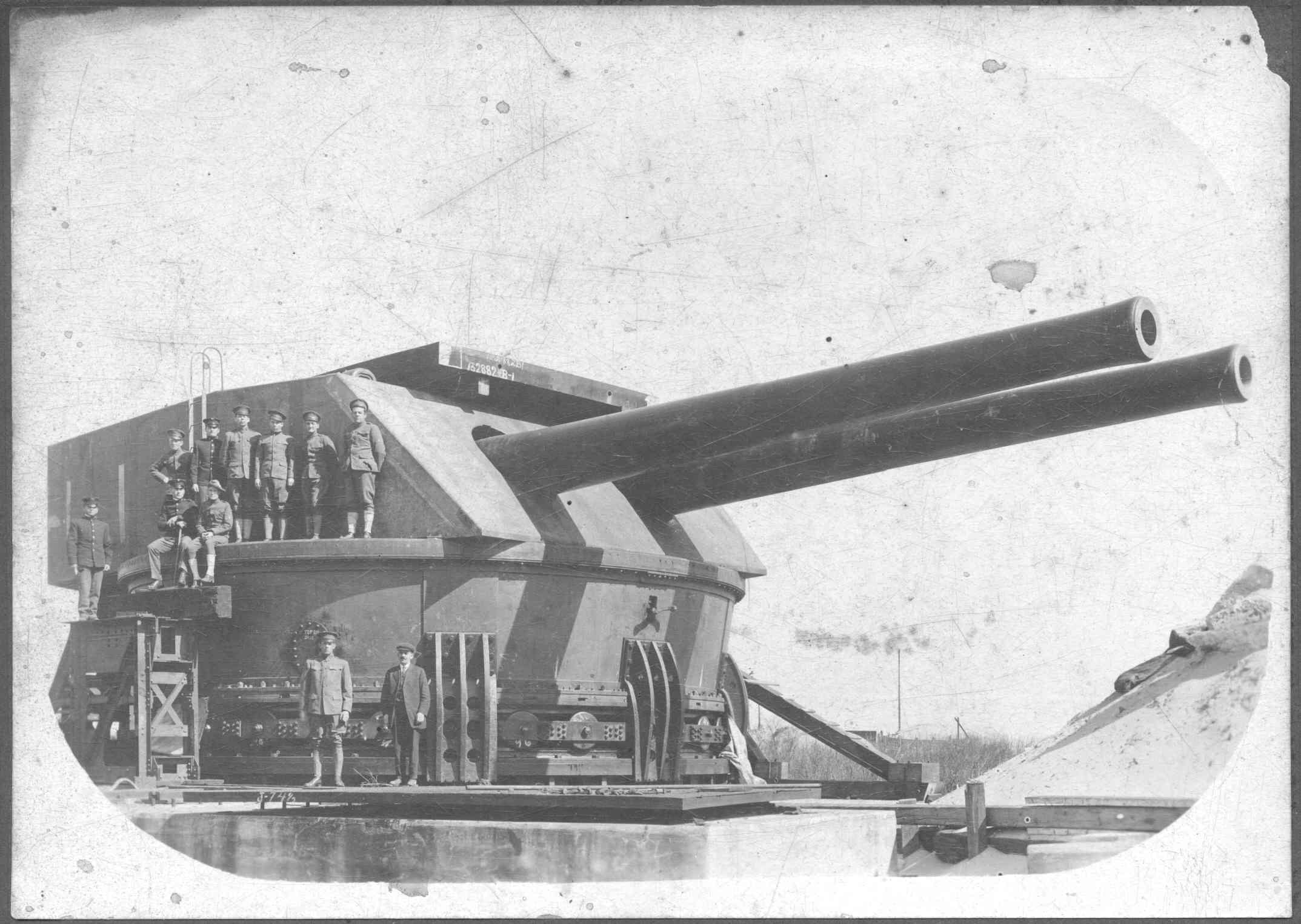
Test 14-inch kanonnen voor plaatsing in Fort Drum

De bouw werd in april 1909 gestart en duurde zo’n vijf jaar. Het fort kreeg de vorm van een schip, was zo’n 106 meter lang en maximaal 44 meter breed. Het dak van het fort lag zo’n 12 meter boven de zeespiegel. De 14 inch kanonnen, genaamd batterij Marshall en Wilson, werden geleverd en geplaatst in 1916. De vier 6 inch kanonnen, batterij Roberts en McCrea, werden ook in dit jaar geleverd. Boven op het fort kwamen zoeklichten, het luchtafweergeschut en het vuurgeleidingssysteem. De huisvesting voor de bemanning (circa 240 officieren en manschappen), de energiecentrale en de munitie kregen allemaal een plaats diep in het fort.

## Tweede Wereldoorlog

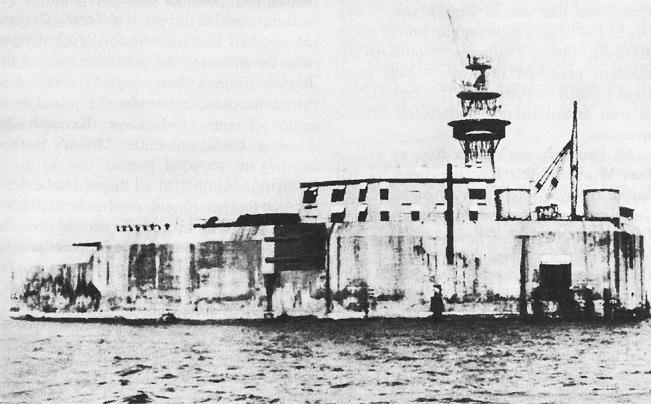
Fort Drum met houten barakken bij de vuurgeleidingstoren

### 1942
In december 1941 was het Japans Keizerlijk Leger erin geslaagd Luzon op de Amerikanen te veroveren. Dit bracht de forten die de baai van Manila afschermden binnen het bereik van de Japanse luchtmacht en artillerie. Vlak voor het uitbreken van de oorlog was de bemanning van het fort vervangen door troepen van de 59th Coast Artillery Regiment. De houten gebouwen op het fort werden gesloopt zodat batterij Wilson een vrij schootsveld zou hebben.
Op 2 januari 1942 viel de Japanse luchtmacht als eerste aan en bombardeerde het fort vanuit de lucht. Vanaf februari namen zware Japanse kanonnen vanaf Luzon het eiland ook onder vuur. Het vuur was enigszins succesvol; een batterij van de 3 inch luchtafweerkanonnen werd vernietigd en ook een 6 inch kanon in de kazematten. Het beton van het fort werd beschadigd, maar de hoofdbewapening bleef intact. Op 10 april gaven de laatste troepen op Bataan zich over en de vier forten in de baai van Manilla bleven als enige in Amerikaanse handen.
Begin mei opende het Japanse leger de aanval op Corregidor. Met landingsvaartuigen werden de troepen op het eiland gezet. Vanuit Fort Drum werden deze schepen ook onder vuur genomen en ondanks treffers was dit onvoldoende om te voorkomen dat Corregidor werd veroverd. De Amerikaanse troepen gaven zich op 6 mei over, waarmee het doek ook viel voor de andere drie forten, al waren deze niet direct aangevallen. De verliezen waren licht, op Fort Drum vielen vijf gewonden en er waren geen militairen omgekomen. Met deze overgave staakten alle Amerikaanse troepen de strijd in het land. Fort Drum werd bezet door het Japanse leger.

### 1945
In 1945 werd Fort Drum ook aangevallen door het Amerikaanse leger. Deze aanval maakte onderdeel uit van de strijd om Manilla. Na zware bombardementen uit de lucht en door oorlogsschepen bereikten de eerste Amerikaanse troepen het fort op 13 april. Het Japanse leger had zich in het fort verschanst. Een mengsel van dieselolie en benzine werd in de luchtroosters gepompt en vervolgens tot ontbranding gebracht. Het vuur, de hitte en de rook braken het verzet. 60 van de 68 Japanse soldaten kwamen hierbij om het leven. Het afkoelen van het beton duurde vier dagen, voordat het veilig was om het fort te betreden. Met de inname van de forten werd de strijd in het gebied gestaakt. Het fort raakte onherstelbaar beschadigd en werd buiten dienst gesteld. Het fort en de kanonnen zijn nu nog zichtbaar in de baai van Manilla.

## Naslagwerken
- (en)  Francis Allen, The Concrete Battleship: Fort Drum in Manila Bay, 1988, uitgever: Pictorial Histories Publishing Company, Montana, ISBN 978-0-929521-06-0
- (en)  Ben E. King, Report on Operations and Material – Fort Drum – During the Bataan – Corregidor Campaign, report to Commanding General Army Ground Forces, Washington D.C.
- (en)  Emanuel Raymond Lewis, Seacoast Fortifications of the The United States: An Introductory History, 1993, uitgeverij: US Naval Institute Press, Annapolis, ISBN 978-1-55750-502-6
- (en)  Terrance C.McGovern en Mark A. Berhow, American Defenses of Corregidor and Manila Bay 1898–1945, 2003, uitgeverij:Osprey Publishing, ISBN 978-1-84176-427-6